# Hưng Hòa, Bàu Bàng
Hưng Hòa là một xã thuộc huyện Bàu Bàng, tỉnh Bình Dương, Việt Nam.

## Địa lý
Xã Hưng Hòa nằm ở phía đông của huyện Bàu Bàng, có vị trí địa lý:
- Phía đông và bắc giáp huyện Phú Giáo
- Phía nam giáp huyện Bắc Tân Uyên và thành phố Bến Cát
- Phía tây giáp thành phố Bến Cát và xã Tân Hưng.

Xã Hưng Hòa có diện tích 23,20 km², dân số năm 2021 là 9.855 người, mật độ dân số đạt 424 người/km².

## Hành chính
Xã Hưng Hòa được chia thành 6 ấp: 1, 2, 3, 4, 5, 6.

## Lịch sử
Xã Hưng Hòa là một trong 10 xã được thành lập năm 1979 từ vùng kinh tế mới của huyện Bến Cát.